# Cherish
Pour les articles homonymes, voir Cherish (homonymie).
Cherish  est un groupe américain de R'n'B originaire d'Atlanta, en Géorgie et composé de quatre sœurs, Farrah née en 1984, Neosha née en 1986, et des jumelles Felisha et Fallon nées en 1988. Le groupe enregistre sous les labels américains Capitol Records et Sho'nuff Records.
Elle sortent en 2006 leur premier album Unappreciated.

## Carrière
Cherish fait ses premières apparitions en 2003, avec leur tout premier single, Miss P, produit par Jermaine Dupri, mais ne connaît pas un featuring sur le single de Da Brat, I'm In Love. Ce n'est que 3 ans plus tard que les Cherish acquièrent une réputation publique aux États-Unis, en signant l'un des succès de l'été 2006, avec le tube Do It Do It, en association avec Sean Paul des YoungBloodZ. Le single entre à la 12e place du Billboard Hot 100
courant septembre 2006 sort un deuxième extrait de leur album Unappreciated, une ballade intitulée Unppreciated.et do it to it